# Extraños del infierno
Extraños en el infierno  (en coreano: 타인은 지옥이다 () es una serie de televisión surcoreana de 2019 protagonizada por Im Si-wan y Lee Dong-wook. Está basada en el webtoon del mismo nombre publicado en Naver WEBTOON por Kim Yong-ki. Es la segunda serie del proyecto "Dramatic Cinema" de OCN que combina formatos cinematográficos y dramáticos.  Se emitió del 31 de agosto al 6 de octubre de 2019.  
El título original (El infierno son los otros) es una referencia a una cita de Jean-Paul Sartre de A puerta cerrada que a menudo tiene una interpretación errónea.

## Sinopsis
Yoon Jong-woo ( Im Si-wan ) es un joven de unos 20 años, que se muda a Seúl después de conseguir una pasantía en una empresa. Busca un lugar para quedarse y encuentra Eden Studio, un dormitorio barato y siniestro. Decide quedarse allí porque tiene poco dinero. Aunque no está entusiasmado con la calidad del lugar y los residentes poco convencionales, como su vecino Seo Moon-jo (Lee Dong-wook), decide tolerar la situación hasta que ahorre suficiente dinero para mudarse. Sin embargo, comienzan a ocurrir sucesos misteriosos en el estudio, lo que hace que Jong-woo comience a temer a los residentes del estudio.

## Elenco

### Principal
- Im Si-wan como Yoon Jong-woo

Un joven escritor que llega del campo y se muda a la habitación 303 del dormitorio Eden después de conseguir un nuevo trabajo en la nueva empresa de su amigo mayor.  
- Lee Dong-wook como Seo Moon-jo

Un dentista que trabaja cerca del dormitorio Edén y vive en la habitación 304.   Parece un dentista amigable y compasivo; sin embargo, las cosas no son lo que parecen.

### Secundario

#### Compañeros de Yoon Jong-woo
- Cha Rae-hyung ko as Shin Jae-ho, Jong-woo's university senior and now boss.[13]
- Kim Han-jeong ko as Park Byeong-min, Jong-woo's chief at the company.[14]
- Oh Hye-won as Son Yoo-jeong, Jong-woo's only female colleague.[15]
- Park Ji-han as Go Sang-man, the head of section at Jong-woo's company.[16]

#### Personas en el Dormitorio Eden
- Lee Jung-eun como Eom Bok-soon, dueña del dormitorio Eden. [17]
- Lee Hyun-wook como Yoo Gi-hyeok, un residente misterioso y frío que vive en la habitación 302. [17]
- Park Jong-hwan como Byeon Deuk-jong / Byeon Deuk-soo, hermanos gemelos que viven respectivamente en las habitaciones 306 y 307. [18] Deuk-jong tiene una discapacidad mental, mientras que Deuk-soo tiene más inteligencia que su hermano gemelo.
- Lee Joong-ok como Hong Nam-bok, un residente que vive en la habitación 313. [17] Es un adicto al porno.
- ko como Ahn Hee-joong, un residente delincuente que vive en la habitación 310. [19] Estaba planeando dejar el dormitorio y comenzar una nueva y mejor vida.

#### Otros
- Ahn Eun-jin como So Jung-hwa, una policía con un título en Ingeniería. [20]
- ko como jefe de la división de patrulla.
- Kim Ji-eun como Min Ji-eun, una empleada de oficina y la novia de Jong-woo. [21]
- ko como Cha Sung-ryeol, un detective que a menudo trabaja con gánsteres. [22]
- ko como Joo Yoo-cheol, un reportero que trabaja para un diario. [23]
- Ha Seon-haeng como So Jae-heon, un ex detective y padre de Jung-hwa.
- ko como la abuela de So Jung-hwa.
- Noh Jong-hyun como Kang Seok-yoon, un nuevo residente del dormitorio Edén. [24]
- Song Yoo-hyun como Han Go-eun, el jefe de Ji-eun. [25]
- Anupam Tripathi como Kumail

### Apariciones especiales
- Lim Soo-hyung como taxista
- Pak Seung-tae ko como vendedor de flores
- Nam Jung-hee ko como víctima de asesinato
- Kim Yannie como la esposa de Kumail
- Park Cheon-gukko como un matón

## Producción
La primera lectura de guion tuvo lugar en abril de 2019 en Sangam-dong, Seúl, Corea del Sur. 

## Premios y nominaciones
| Organización                                   | Año  | Categoría             | Beneficiario                                                                                       | Resultado | Ref. |
| ---------------------------------------------- | ---- | --------------------- | -------------------------------------------------------------------------------------------------- | --------- | ---- |
| Premios de transmisión de televisión por cable | 2020 | Gran Premio (Daesang) | rowspan="" style="background-color:none;color:black; text-align:center; vertical-align:middle;" \| | [ 27 ]    |      |